# Laftah
Laftah es una comuna o municipio del departamento de Boumdeid, en la región de Assaba, en Mauritania. En marzo de 2013 presentaba una población censada de 2979 habitantes.
Se encuentra ubicada al sur del país, sobre el desierto del Sahara, cerca de la frontera con Senegal y Malí.